# Potamites erythrocularis
Espèce
Potamites erythrocularis est une espèce de sauriens de la famille des Gymnophthalmidae.

## Répartition
Cette espèce est endémique de la région de Cuzco au Pérou. Elle a été découverte dans le parc national de Manú dans la province de Paucartambo.

## Publication originale
- Chávez & Catenazzi, 2014 : A new Andean lizard of the genus Potamites (Sauria, Gymnophthalmidae) from Manu National Park, southeastern Peru. Zootaxa, no 3774 (1), p. 45–56.